# Leptohymenium dentatum
Leptohymenium dentatum là một loài Rêu trong họ Hylocomiaceae. Loài này được Schwägr. mô tả khoa học đầu tiên năm 1842.